# 共動距離と固有距離
標準的な宇宙論では、共動距離と固有距離（きょうどうきょりとこゆうきょり）は、宇宙論研究者が物体間の距離を定義するために使用する2つの密接に関連した距離尺度である。共動距離（英: comoving distance）は宇宙の膨張の影響を受けず、時間が経過しても変化しない距離を与える（ただし、これは、銀河団内の銀河の動きなど、他の局所的な要因によって変化する可能性がある）。一方、固有距離（英: proper distance）または物理的距離（英: physical distance）は、特定の宇宙論的時間に遠くの物体が物理的にどのくらい離れているかをほぼ示しており、これは時間の経過にともなう宇宙の膨張により変化する。現時刻で共動距離と固有距離の大きさは等しいと定義されるが、現時刻以外では宇宙の膨張により固有距離が変化しても、共動距離は一定のままである。

## 共動座標

宇宙の進化と、共動距離における地平面。X 軸は距離（単位：十億光年）を、左側の y 軸は、ビッグバンからの時間（単位：十億年）を示す。右側の y 軸はスケールファクターである。この宇宙モデルにはダークエネルギーが含まれており、特定の時点以降に加速膨張を引き起こし、その先には決して見ることのできない事象の地平面が生じる。

一般相対性理論では、任意の座標を使用して物理法則を定式化できるが、座標の選択によっては、より自然で扱いやすいものがある。共動座標は、そのような自然な座標選択の一例である。これは、宇宙を等方であると認識する観測者に一定の空間座標値を割り当てる。このような観測者はハッブル流に沿って移動するため、「共動」観測者とよばれる。
共動観測者は、宇宙マイクロ波背景放射を含む宇宙が等方性を持つと認識できる唯一の観測者である。共動しない観測者には、空の領域が体系的に青方偏移または赤方偏移して見えるだろう。したがって、等方性、特に宇宙マイクロ波背景放射の等方性は、共動座標系と呼ばれる特別なローカル座標系を定義する。そして局所的な共動フレームに対する観測者の相対的な速度を観測者の固有速度とよぶ。
銀河などの大きな物質の塊のほとんどはほぼ共動しているため、その固有の（重力による）速度は、比較的近い銀河の観測者から見たハッブル流の速度と比べて小さい。

共動座標は、空間共動座標におけるフリードマン宇宙の正確な比例膨張をスケールファクターa(t)から分離する。この例は Λ-CDM モデル用である。

共動時間座標は、共動観測者の時計によるビッグバンからの経過時間であり、宇宙論的時間の尺度である。共動する空間座標はイベントがどこで発生するかを示し、宇宙論的時間はイベントがいつ発生するかを示す。これらは一緒になって完全な座標系を形成し、イベントの場所と時間の両方を示す。
銀河以上のスケールのほとんどの天体はほぼ共動しており、共動する天体は静的で不変の共動座標を持っているため、共動座標内の空間は通常「静的」であるといわれる。したがって、特定の共動する銀河のペアについて、それらの間の固有距離は過去では小さく、宇宙の膨張により将来は大きくなるだろうが、それらの間の共動距離は常に一定のままである。
膨張する宇宙は、時間とともに増加するスケールファクターを持ち、一定の共動距離と、時間とともに増加する固有距離が整合することを表している。

## 共動距離と固有距離
共動距離は、現在の宇宙論的時間に定義された経路に沿って測定された2点間の距離である。ハッブル流に沿って移動する物体については、時間的には一定のままであるとみなされる。観測者から遠くの物体 (銀河など) までの共動距離は、次の式（フリードマン・ルメートル・ロバートソン・ウォーカー計量を使用して導出）によって計算できる。
{\displaystyle \chi =\int _{t_{e}}^{t}c\;{\frac {\mathrm {d} t'}{a(t')}}}
ここで、a(t')はスケールファクター、t eは観測者によって観測された光子が放出された時間、tは現在時間、cは真空中の光の速度である。
この式は時間の積分だが、時間tに仮想の巻き尺で測定される正しい距離、つまり、スケールファクターの逆数の項1/a(t')をもつ被積分関数を用いて時間依存の光の共動速度を考慮した後の「固有距離」(以下で定義) を与える。「光の共動速度」とは、時間に依存する共動座標を通る光の速度[c/a(t')]を意味する。 これは、局所的には、光粒子のヌル測地線に沿った任意の点で、慣性系内の観測者は特殊相対性理論に従って常に光の速度をcと測定する。導出については、Davis & Lineweaver 2004 の「付録 A: 拡張と地平線の標準一般相対論的定義」を参照のこと。特に、 eqs16-22を参照のこと。[注: この論文ではスケールファクターR(t')は距離の次元を持つ量として定義されるが、動径座標{\displaystyle \chi }は無次元となる。]

### 定義
多くの教科書では、共動距離に記号{\displaystyle \chi }が使用されている。ただし、これは座標距離と区別する必要がある。FLRW (フリードマン・ルメートル・ロバートソン・ウォーカー計量）宇宙で一般的に使用される共動座標系では、計量は次の形式になる（球面宇宙の半周のみで機能する縮小円周極座標）。
{\displaystyle ds^{2}=-c^{2}\,d\tau ^{2}=-c^{2}\,dt^{2}+a(t)^{2}\left({\frac {dr^{2}}{1-\kappa r^{2}}}+r^{2}\left(d\theta ^{2}+\sin ^{2}\theta \,d\phi ^{2}\right)\right).}
この場合、共動座標距離{\displaystyle r}と{\displaystyle \chi }は次のような関係となる:
{\displaystyle \chi ={\begin{cases}|\kappa |^{-1/2}\sinh ^{-1}{\sqrt {|\kappa |}}r,&{\text{if }}\kappa <0\ {\text{(a negatively curved ‘hyperbolic’ universe)}}\\r,&{\text{if }}\kappa =0\ {\text{(a spatially flat universe)}}\\|\kappa |^{-1/2}\sin ^{-1}{\sqrt {|\kappa |}}r,&{\text{if }}\kappa >0\ {\text{(a positively curved ‘spherical’ universe)}}\end{cases}}}
ほとんどの教科書や研究論文は、共動観測者間の距離を、時間に依存しない一定の不変量であると定義し、一方、それらの間の動的に変化する距離を「固有距離」と呼んでいる。この用法では、共動距離と固有距離は、現時刻の宇宙年齢では数値的に等しいが、過去および未来では異なる。銀河までの共動距離を{\displaystyle \chi }と表すと、任意の時間の固有距離は次のように与えられる。
{\displaystyle d(t)=a(t)\chi }
a(t)はスケールファクターである(例:Davis & Lineweaver 2004)。時刻tにおける2つの銀河間の固有距離d(t)は、その時刻で定規で測定される銀河間の距離である。

### 固有距離の使用

固有距離にある宇宙とその地平面の進化。X 軸は距離（単位：十億光年）を、左側の y 軸は、ビッグバンからの時間（単位：十億年）を示す。右側の y 軸はスケールファクターである。これは前の図と同じモデルで、ダークエネルギーと事象の地平面を備えている。

宇宙論的時間は、固定された共動空間位置、つまり局所的な共動フレーム内で観測者が局所的に測定した時間と同じとなる。固有距離は、近くのオブジェクトの共動フレーム内でローカルに測定された距離にも等しくなる。2つの遠くの物体間の固有距離を測定するには、多くの観測者が 2つの物体間の直線上にいて、すべての観測者が互いに近くなり、2つの遠くの物体の間に観測者の連なりを形成することを想像すればよい。これらの観測者はすべて同じ宇宙論的時間を持っている必要がある。各観測者はある時刻に一斉に隣の観測者までの距離を測定し、その合計がその時刻における2つの物体間の固有距離となる。
共動距離と宇宙論的な固有距離（特殊相対性理論における固有長とは対照的に）の両方の定義にとって、すべての観測者が同じ宇宙年齢を持っていることが重要である。たとえば、2点間の直線または時空的な測地線に沿った距離を測定した場合、2点の間に位置する観測者は、測地線が自分の世界線と交差するときに測地線上の宇宙年齢とは異なる宇宙年齢を持つことになる。 したがってこの測地線に沿った距離を計算する場合は、共動距離や宇宙論的な固有距離を正しく測定することはできない。共動距離と固有距離は、特殊相対性理論における距離概念と同じではないことは、両方の種類の距離を測定できる、質量のない宇宙の仮想的なケースを考慮することでわかる。FLRW計量の質量密度がゼロ（空の「ミルン宇宙」）に設定されると、この計量を記述するために使用される宇宙座標系は、特殊相対性理論のミンコフスキー時空における非慣性系になる。慣性系から見たミンコフスキー図では、一定のミンコフスキー固有時間τの表面は、ミンコフスキー図では双曲線として現れる。この場合、宇宙論的な時間座標に従って同時である2つの事象の場合、宇宙論的な固有距離の値は、これらの同じ事象間の固有長の値と等しくない。 固有長とはミンコフスキー図内のイベント間の直線距離（直線は平らなミンコフスキー時空の測地線である）、またはイベントが同時に発生する慣性系内のイベント間の座標距離のことである。
固有距離の変化を、その変化が測定された宇宙論的時間の間隔で割って（または宇宙論的時間に対する固有距離の導関数をとり）、これを「速度」とよぶ場合、その結果得られる銀河やクエーサーの「速度」は光速cを超えることがある。このような超光速膨張は、特殊相対性理論や一般相対性理論、あるいは物理宇宙論で使用される定義と矛盾しない。この意味では、光自体でさえ「速度」はcにならず、あらゆる物体のトータルの速度は{\displaystyle v_{\text{tot}}=v_{\text{rec}}+v_{\text{pec}}}という合計として表すことができる。{\displaystyle v_{\text{rec}}}は宇宙の膨張による後退速度（ハッブルの法則によって与えられる速度）、{\displaystyle v_{\text{pec}}} は、ローカルの観測者によって測定された固有速度である（{\displaystyle v_{\text{rec}}={\dot {a}}(t)\chi (t)} , {\displaystyle v_{\text{pec}}=a(t){\dot {\chi }}(t)}：ドットは一次導関数を示す）。つまり光の場合はc（光が原点にある私たちの位置に向かって放射される場合は-c 、私たちから離れる方向に放射される場合は+c）に等しいが、トータルの速度は一般にcとは異なる。特殊相対性理論でも、光の座標速度は慣性系でcであることが保証されているだけである。非慣性系では、座標速度はcと異なる場合がある。一般相対性理論では、曲がった時空の広い領域では「慣性系」となる座標系はないが、曲がった時空の任意の点の局所的な近傍では、局所的な光の速度がcである「局所慣性系」を定義できる。質量をもつあらゆる物体の局所速度は常にcより小さい。また、遠方の物体の速度を定義するために使用される宇宙論的定義は座標に依存する。一般相対性理論では、遠方の物体間の速度について、座標に依存しない一般的な定義はない。宇宙の膨張が最大規模で光速を超えて進行している（または少なくとも進行していた）可能性が非常に高いことをどのように説明し広めるかは、多少の論争を引き起こしている。そして、1つの見解がDavisとLineweaverによって2004年に示されている。

### 短距離と長距離
短距離かつ短時間での移動では、移動中の宇宙の膨張は無視できる。これは、非相対論的移動粒子の任意の2点間の移動時間が、その2点間の固有距離（現在のスケールファクターではなく、移動時の宇宙のスケールファクターを使用して測定された共動距離）を粒子の速度で割った値になるということである。粒子が相対論的速度で移動している場合、時間の遅れに対する通常の相対論的補正を行う必要がある。